# ببری‌بید ریزنقش
ببری‌بید ریزنقش (نام علمی: Utetheisa pulchelloides)، بید آفتابی، بیدی از خانواده اربیده (Erebidae) است. در منطقه هند و استرالیا از جمله بورنئو، هنگ کنگ، نیوزیلند، پاپوآ، سیشل، بیشتر استرالیا، تنریف، لالینیا د لا کنسپسیون [کادیز]، یونان و ایران یافت می‌شود. این گونه برای اولین بار توسط جورج همپسون در سال ۱۹۰۷ توصیف شد.
بزرگسالان پروازهای مهاجرتی گسترده و مکرر انجام می‌دهند و می‌توانند به دورافتاده‌ترین جزایر اقیانوسی مانند جزیره هندرسون و جزیره دوسی برسند.

## شرح
بال عقبی نر بدون چین یا تافت غده‌ای در حاشیه داخلی. سر و قفسه سینه مایل به زرد است. یقه و تگولا هر کدام با دو نقطه سیاه. هر بخش قفسه سینه با یک نقطه سیاه. مفصل سوم کف دست سیاه و شکم مایل به سفید است. سفید جلویی با پنج نوار قرمز مایل به قرمز منقطع با یک سری لکه‌های سیاه بین آنها. یک سری حاشیه‌ای از نقاط سیاه وجود دارد. بال‌های عقبی به رنگ سفید نیمه شفاف هستند، اما برخی از نمونه‌ها با رنگ مشکی بر روی دیسکولولارها هستند. نوار زیر حاشیه‌ای سیاه و سفید بسیار نامنظم، پهن در ناحیه راسی و بین رگ‌های ۱بی و ۳. لارو خاکستری تیره با نوار سفید پشتی و یک سری لکه‌های قرمز زیر پشتی. سر زرد. در یک پیله شل که در بستر برگ روی زمین زیر گیاه غذا می‌چرخد، شفیره می‌شود.

## بوم‌شناسی
لاروها از گیاهان آفتاب‌پرست باغچه (Heliotropium arborescens)، آفتاب‌پرست برگ‌مخملی (Heliotropium arboreum)، گل گاوزبان افعی (Echium plantagineum) و فراموشم مکن دشت (Myosotis arvensis) تغذیه می‌کنند.

## زیرگونه‌ها
- ببری‌بید ریزنقش پالچلوئید هامپسون ۱۹۰۷ (جزایر چاگوس، سیشل، امیرانتس و جزایر کارگادوس کاراجوس)
- ببری‌بید ریزنقش آفانیس جردن ۱۹۳۹ (جزایر جنوب شرقی گینه نو)
- ببری‌بید ریزنقش داروینی جردن ۱۹۳۹ (جزایر کوکوس (کیلینگ))
- ببری‌بید ریزنقش مارشالوروم روشیلد ۱۹۱۰ (جزایر مارشال، فیجی، ساموآ، جزیره سواین، تونگا، جزایر توکلائو، جزایر فینیکس، تووالو، جزایر گیلبرت، جزیره ویک، جزایر کوک، جزایر لاین، مجمع الجزایر تواموتو، جزیره هندرسون)
- ببری‌بید ریزنقش پاپوآنا جردن ۱۹۳۹ (گینه نو)
- ببری‌بید ریزنقش اوماتا جردن ۱۹۳۹ (گوام)
- ببری‌بید ریزنقش واگا جردن ۱۹۳۹ (چین: گوانگدونگ، گوانشی، یوننان؛ تایوان؛ ماداگاسکار؛ جزایر اقیانوس هند؛ سریلانکا؛ آسیای جنوب شرقی؛ ملوکاس؛ استرالیا؛ نیوزلند)[۷]

ببری‌بید سلیمانی (Utetheisa salomonis) (از جمله ببری‌بید پکتین روبریما سابق (Utetheisa pectinata ruberrima )) نیز ممکن است به این گونه تعلق داشته باشد.

## نگارخانه

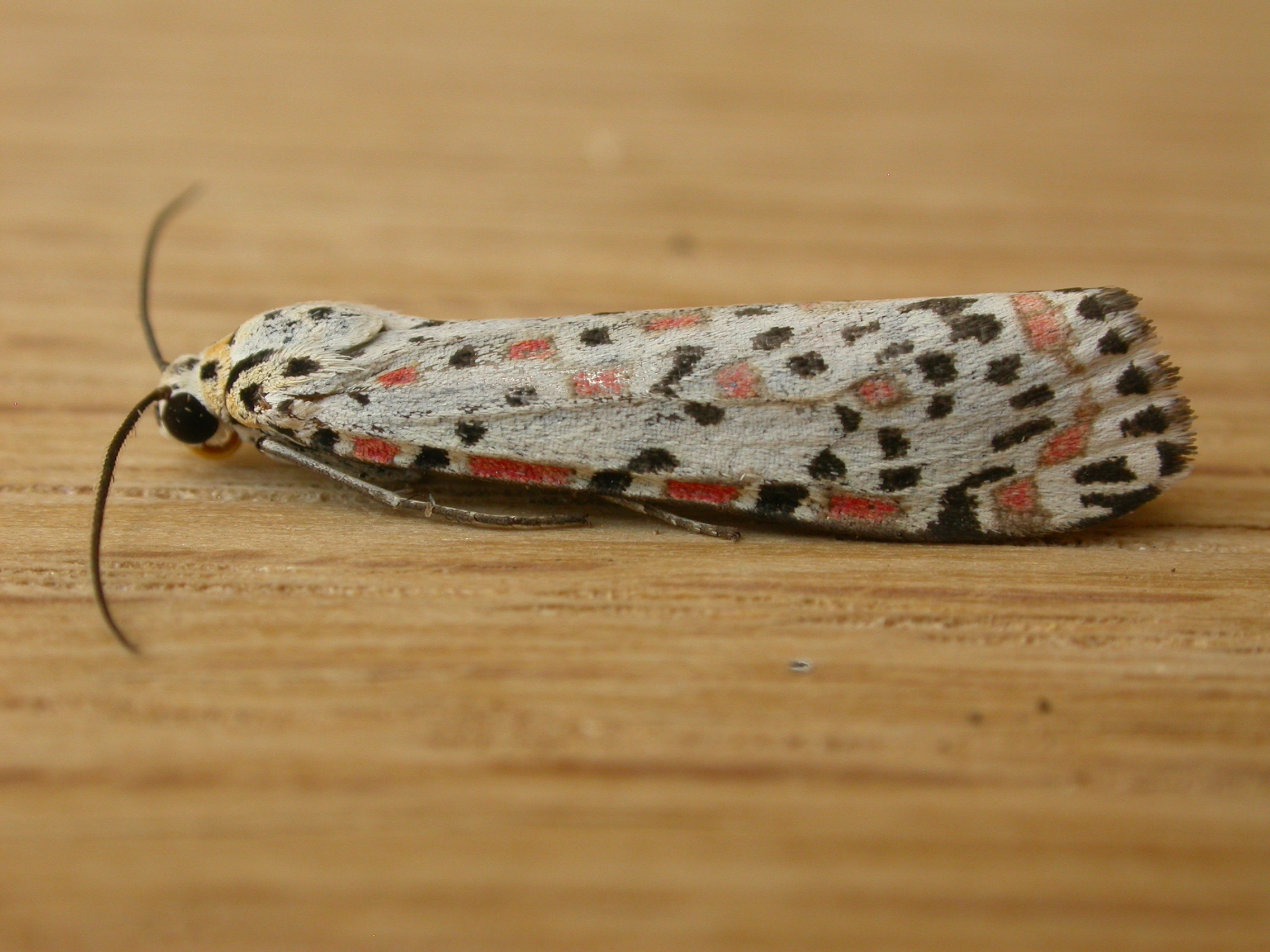
نمای پهلو
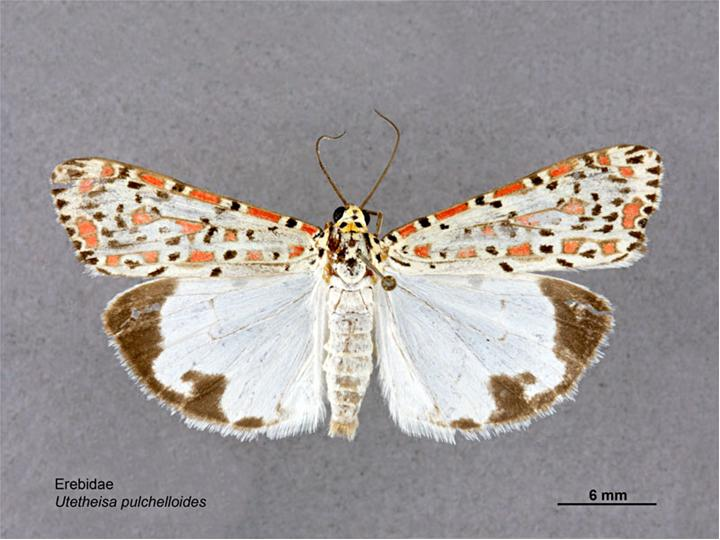
نمای پشتی
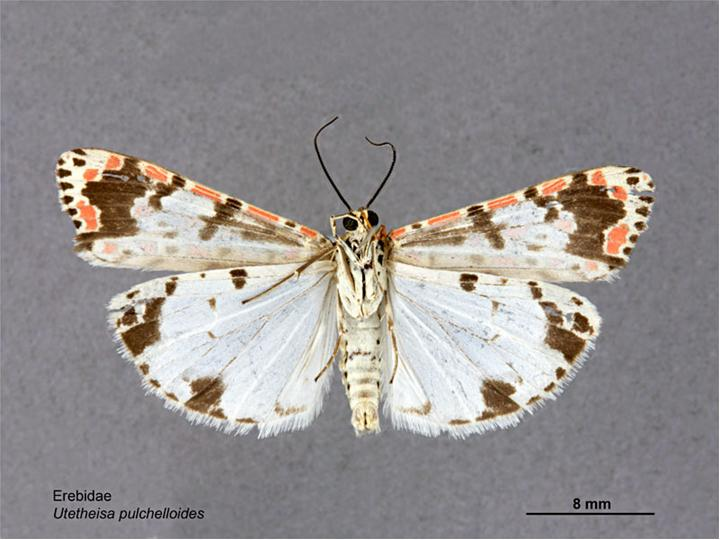
نمای شکمی
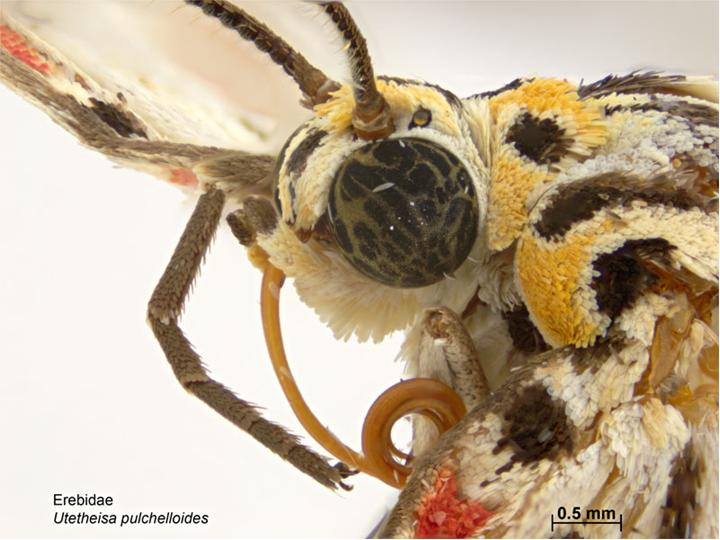
نمای سر